# KtpBKK
Die ktpBKK war eine Betriebskrankenkasse mit Sitz in Essen, bevor sie am 1. April 2010 mit der Novitas BKK fusioniert ist.
Die Kasse betreute nach eigenen Angaben im Jahr 2009 ca. 134.000 Versicherte. Ihr Umsatz in der Krankenversicherung betrug rund 369 Mio. Euro jährlich; die Zahl der Beschäftigten lag bei 280.

## Geschichte
Die ktpBKK ist aus einer Fusion (zum 1. Januar 2004) der BKK Krupp Thyssen Partner und der KarstadtQuelle BKK hervorgegangen.
Die BKK Krupp Thyssen Partner (von der auch das ktp im Namen stammt), hat ihre Wurzeln in der 1836 von Alfred Krupp in Essen gegründeten „Hülfskrankenkasse in Fällen von Krankheit und Tod der Kruppschen Gußstahlfabrik“. Ihre Satzung war nach Darstellung der ktpBKK Vorbild für die Bismarcksche Sozialgesetzgebung von 1883.
Die KarstadtQuelle BKK wurzelt in der 1912 gegründeten „Betriebskrankenkasse der Rudolph Karstadt GmbH“.
Am 1. April 2010 ist die ktpBKK mit der Novitas BKK fusioniert.

## ktpBKK Solidaritätspreis/Essener Solidaritätspreis der Novitas BKK
Seit 2006 vergab die ktpBKK jährlich im November den mit 2.500 Euro dotierten ktpBKK Solidaritätspreis, der ein in vorbildlicher Weise solidarisches Verhalten auszeichnete. Seit 2010 heißt er „Essener Solidaritätspreis der Novitas BKK“.
Bisherige Preisträger waren:
- 2006: AWO-Kindertagesstätte Levinstraße in Essen-Dellwig für besondere Förderung von Kindern aus sozial schwachen Familien
- 2007: Samariter an der Ruhr Stiftung für die Organisation von Erste-Hilfe-Kursen in Schulen und die Einrichtung eines Schul-Sanitätsdienstes
- 2008: Das Hospiz Essen-Steele als einer der Pioniere der Hospizbewegung
- 2009: Die Beratungsstelle Nachtfalter in Essen
- 2010: Die Behindertentanzgruppe Flotte Socken e.V
- 2011: Die Fürstin-Franziska-Christine-Stiftung für deren Jugendhilfe
- 2012: Ulrich Boltz (BDO e. V.) für seinen langjährigen Einsatz für Organtranplantierte